# Првенство четири континента у уметничком клизању
Првенство четири континента је годишње такмичење у уметничком клизању која обухвата клизаче из неевропских земаља. Ово такмичење основано је 1999. године као допуна много старијем Европском првенству на коме учествују земље које територијално не припадају, тј. не учествују на такмичењу старог континента. Русија, иако је територијално у већини на Азијском континенту учествује на Европском првенству и нема права да се такмичи на Првенству четири континента. 
Име овог првенства односи се на континенте Африке, Америке, Азије и Океаније (четири прстена у олимпијском симболу, без Европе). Медаље се додељују у дисциплини мушког, женског сингла, спортских и плесних парова. Иако такмичењу могу приступити скоро све ваневропске земље, медаље обично односе само неколико држава, традиционално јаких у том спорту.  Канада, Кина, Јапан, и САД су до 2017. однели 225 од 228 до тада подељених медаља. Остале три однели су представници Казакстана, Јужне Кореје, и Узбекистана.

## Услови
Такмичари морају да долазе из земље чији клизачки савези не припадају Европи. Свака држава може послати највише по три клизача/пара по дисциплини а одлука које клизаче ће послати зависи од критеријума сваког државног савеза. Клизачи морају имати најмање 15 година, тј. као и на Светском првенству важи правило да такмичар мора напунити 15 година пре 1. јула претходне године да би могао да учествује на овом сениорском такмичењу.

## Освајачи медаља

### Мушкарци
| Освајачи медаља | Освајачи медаља  | Освајачи медаља  | Освајачи медаља  | Освајачи медаља  |        |
| --------------- | ---------------- | ---------------- | ---------------- | ---------------- | ------ |
| Година          | Место            | Злато            | Сребро           | Бронза           |        |
| 1999            | Халифакс         | Такеши Хонда     | Ли Ченгђијанг    | Елвис Стојко     | [ 1 ]  |
| 2000            | Осака            | Елвис Стојко     | Ли Ченгђијанг    | Џанг Мин         | [ 1 ]  |
| 2001            | Солт Лејк Сити   | Ли Ченгђијанг    | Такеши Хонда     | Мајкл Вајс       | [ 2 ]  |
| 2002            | Џеонџу           | Џефри Батл       | Такеши Хонда     | Гао Сунг         | [ 3 ]  |
| 2003            | Пекинг           | Такеши Хонда     | Џанг Мин         | Ли Ченгђијанг    | [ 4 ]  |
| 2004            | Хамилтон         | Џефри Батл       | Емануел Санду    | Еван Лајзачек    | [ 5 ]  |
| 2005            | Кангунг          | Еван Лајзачек    | Ли Ченгђијанг    | Даисуке Такахаши | [ 6 ]  |
| 2006            | Колорадо Спрингс | Нобунари Ода     | Кристофер Мабе   | Метју Савој      | [ 7 ]  |
| 2007            | Колорадо Спрингс | Еван Лајзачек    | Џефри Батл       | Џереми Абот      | [ 8 ]  |
| 2008            | Гојанг           | Даисуке Такахаши | Џефри Батл       | Еван Лајзачек    | [ 9 ]  |
| 2009            | Ванкувер         | Патрик Чен       | Еван Лајзачек    | Такахико Козука  | [ 10 ] |
| 2010            | Џеонџу           | Адам Рипон       | Тацуки Мачида    | Кевин Рејнолдс   | [ 11 ] |
| 2011            | Тајпеј           | Даисуке Такахаши | Јузуру Ханју     | Џереми Абот      | [ 12 ] |
| 2012            | Колорадо Спрингс | Патрик Чен       | Даисуке Такахаши | Рос Мајнер       | [ 13 ] |
| 2013            | Осака            | Кевин Рејнолдс   | Јузуру Ханју     | Јан Хан          | [ 14 ] |
| 2014            | Тајпеј           | Такахито Мура    | Такахико Козука  | Сунг Нан         | [ 15 ] |
| 2015            | Сеул             | Денис Тен        | Џошуа Харис      | Јан Хан          | [ 16 ] |
| 2016            | Тајпеј           | Патрик Чен       | Ђин Бојанг       | Јан Хан          | [ 17 ] |
| 2017            | Кангунг          | Нејтан Чен       | Јузуру Ханју     | Шома Уно         | [ 18 ] |

### Жене
| Освајачи медаља | Освајачи медаља  | Освајачи медаља  | Освајачи медаља  | Освајачи медаља  |        |
| --------------- | ---------------- | ---------------- | ---------------- | ---------------- | ------ |
| Година          | Место            | Злато            | Сребро           | Бронза           |        |
| 1999            | Халифакс         | Татјана Малинина | Амбер Корвин     | Анђела Никодинов | [ 19 ] |
| 2000            | Осака            | Анђела Никодинов | Стејси Пенсген   | Ени Белемар      | [ 19 ] |
| 2001            | Солт Лејк Сити   | Фумие Сугури     | Анђела Никодинов | Јошие Онда       | [ 2 ]  |
| 2002            | Џеонџу           | Џенифер Кирк     | Шизука Аракава   | Јошие Онда       | [ 3 ]  |
| 2003            | Пекинг           | Фумие Сугури     | Шизука Аракава   | Јукари Накано    | [ 4 ]  |
| 2004            | Хамилтон         | Јукина Ота       | Синтија Фанеуф   | Амбер Корвин     | [ 5 ]  |
| 2005            | Кангунг          | Фумие Сугури     | Јошие Онда       | Џенифер Кирк     | [ 6 ]  |
| 2006            | Колорадо Спрингс | Кети Тејлор      | Јукари Накано    | Беатриса Љанг    | [ 7 ]  |
| 2007            | Колорадо Спрингс | Кими Меиснер     | Емили Хјуз       | Џоуни Рошет      | [ 8 ]  |
| 2008            | Гојанг           | Мао Асада        | Џоуни Рошет      | Мики Андо        | [ 9 ]  |
| 2009            | Ванкувер         | Ким Јуна         | Џоуни Рошет      | Мао Асада        | [ 10 ] |
| 2010            | Џеонџу           | Мао Асада        | Акико Сузуки     | Каролина Џанг    | [ 11 ] |
| 2011            | Тајпеј           | Мики Андо        | Мао Асада        | Мираи Нагасу     | [ 12 ] |
| 2012            | Колорадо Спрингс | Ешли Вагнер      | Мао Асада        | Каролина Џанг    | [ 13 ] |
| 2013            | Осака            | Мао Асада        | Акико Сузуки     | Канако Мураками  | [ 14 ] |
| 2014            | Тајпеј           | Канако Мураками  | Сатоко Мијахара  | Ли Циђуен        | [ 15 ] |
| 2015            | Сеул             | Полина Едмундс   | Сатоко Мијахара  | Рика Хонго       | [ 16 ] |
| 2016            | Тајпеј           | Сатоко Мијахара  | Мираи Нагасу     | Рика Хонго       | [ 17 ] |
| 2017            | Кангунг          | Маи Михара       | Габријела Далман | Мираи Нагасу     | [ 18 ] |

### Спортски парови
| Освајачи медаља | Освајачи медаља  | Освајачи медаља              | Освајачи медаља                       | Освајачи медаља                   |        |
| --------------- | ---------------- | ---------------------------- | ------------------------------------- | --------------------------------- | ------ |
| Година          | Место            | Злато                        | Сребро                                | Бронза                            |        |
| 1999            | Халифакс         | Шен Сјуе / Џао Хунгбо        | Кристи Саргиан / Крис Вирц            | Данијела Хартсел / Стив Хартсел   | [ 20 ] |
| 2000            | Осака            | Џејми Сал / Дејвид Пелетјер  | Кјоко Ина / Џон Зимерман              | Тифани Скот / Филип Дулебох       | [ 20 ] |
| 2001            | Солт Лејк Сити   | Џејми Сал / Дејвид Пелетјер  | Шен Сјуе / Џао Хунгбо                 | Кјоко Ина / Џон Зимерман          | [ 2 ]  |
| 2002            | Џеонџу           | Панг Ћинг / Тунг Ђан         | Анабела Ланглуис / Патрис Арчето      | Џанг Дан / Џанг Хао               | [ 3 ]  |
| 2003            | Пекинг           | Шен Сјуе / Џао Хунгбо        | Панг Ћинг / Тунг Ђан                  | Џанг Дан / Џанг Хао               | [ 4 ]  |
| 2004            | Хамилтон         | Панг Ћинг / Тунг Ђан         | Џанг Дан / Џанг Хао                   | Варели Марку / Крејг Бунтин       | [ 5 ]  |
| 2005            | Кангунг          | Џанг Дан / Џанг Хао          | Панг Ћинг / Тунг Ђан                  | Кети Оршчер / Гарет Лукаш         | [ 6 ]  |
| 2006            | Колорадо Спрингс | Рена Иноуе / Џон Болдвин     | Утако Вакамацу / Жан Себастијан Фекто | Елизабет Путнам / Шон Вирц        | [ 7 ]  |
| 2007            | Колорадо Спрингс | Шен Сјуе / Џао Хунгбо        | Панг Ћинг / Тунг Ђан                  | Рена Иноуе / Џон Болдвин          | [ 8 ]  |
| 2008            | Гојанг           | Панг Ћинг / Тунг Ђан         | Џанг Дан / Џанг Хао                   | Брук Кастил / Бенџамин Околски    | [ 9 ]  |
| 2009            | Ванкувер         | Панг Ћинг / Тунг Ђан         | Џесика Дубе / Брус Дависон            | Џанг Дан / Џанг Хао               | [ 10 ] |
| 2010            | Џеонџу           | Џанг Дан / Џанг Хао          | Кеуна Маклохлин / Рокне Брубејкер     | Меган Духамел / Крејг Бунтин      | [ 11 ] |
| 2011            | Тајпеј           | Панг Ћинг / Тунг Ђан         | Меган Духамел / Ерик Радфорд          | Пејџ Лоренс / Руди Свигерс        | [ 12 ] |
| 2012            | Колорадо Спрингс | Суи Венђинг / Хан Цунг       | Кајди Дени / Џон Коухлин              | Мери Бет Марли / Рокне Брубејкер  | [ 13 ] |
| 2013            | Осака            | Меган Духамел / Ерик Радфорд | Кристин Мур Тауерс / Дилан Москович   | Мариса Кастели / Симон Шнапир     | [ 14 ] |
| 2014            | Тајпеј           | Суи Венђинг / Хан Цунг       | Тара Кејн / Данијел О`Ши              | Алекса Шимека / Крис Книрим       | [ 15 ] |
| 2015            | Сеул             | Меган Духамел / Ерик Радфорд | Пенг Ченг / Џанг Хао                  | Панг Ћинг / Тунг Ђан              | [ 16 ] |
| 2016            | Тајпеј           | Суи Венђинг / Хан Цунг       | Алекса Шимека / Крис Книрим           | Ју Сјаоју / Ђин Јанг              | [ 17 ] |
| 2017            | Кангунг          | Суи Венђинг / Хан Цунг       | Меган Духамел / Ерик Радфорд          | Љубов Илушечкина / Дилан Москович | [ 18 ] |

### Плесни парови
| Освајачи медаља | Освајачи медаља  | Освајачи медаља                  | Освајачи медаља                  | Освајачи медаља                    |        |
| --------------- | ---------------- | -------------------------------- | -------------------------------- | ---------------------------------- | ------ |
| Година          | Место            | Злато                            | Сребро                           | Бронза                             |        |
| 1999            | Халифакс         | Ша Лин Бурн / Виктор Крац        | Чантал Лефевр / Мајкл Брине      | Наоми Ланг / Петар Чернишов        | [ 21 ] |
| 2000            | Осака            | Наоми Ланг / Петар Чернишов      | Мари Франс Дубрел / Патрис Лузон | Џејми Силверстајн / Џастин Пекарек | [ 21 ] |
| 2001            | Солт Лејк Сити   | Ша Лин Бурн / Виктор Крац        | Наоми Ланг / Петар Чернишов      | Мари Франс Дубрел / Патрис Лузон   | [ 2 ]  |
| 2002            | Џеонџу           | Наоми Ланг / Петар Чернишов      | Танит Белбин / Бенџамин Агосто   | Меган Винг / Арон Лоув             | [ 3 ]  |
| 2003            | Пекинг           | Ша Лин Бурн / Виктор Крац        | Танит Белбин / Бенџамин Агосто   | Наоми Ланг / Петар Чернишов        | [ 4 ]  |
| 2004            | Хамилтон         | Танит Белбин / Бенџамин Агосто   | Мари Франс Дубрел / Патрис Лузон | Меган Винг / Арон Лоув             | [ 5 ]  |
| 2005            | Кангунг          | Танит Белбин / Бенџамин Агосто   | Мелиса Грегори / Денис Петухов   | Лидија Манон / Рајан О`Мера        | [ 6 ]  |
| 2006            | Колорадо Спрингс | Танит Белбин / Бенџамин Агосто   | Морган Метјуз / Максим Завозин   | Теса Вирту / Скот Моар             | [ 7 ]  |
| 2007            | Колорадо Спрингс | Мари Франс Дубрел / Патрис Лузон | Танит Белбин / Бенџамин Агосто   | Теса Вирту / Скот Моар             | [ 8 ]  |
| 2008            | Гојанг           | Теса Вирту / Скот Моар           | Мерил Дејвис / Чарли Вајт        | Кимберли Наваро / Брент Боментре   | [ 9 ]  |
| 2009            | Ванкувер         | Мерил Дејвис / Чарли Вајт        | Теса Вирту / Скот Моар           | Емили Самуелсон / Еван Бејтс       | [ 10 ] |
| 2010            | Џеонџу           | Кетлин Вивер / Ендру Поже        | Али Хан Макурди / Мајкл Корено   | Мадисон Хубел / Кифер Хубел        | [ 11 ] |
| 2011            | Тајпеј           | Мерил Дејвис / Чарли Вајт        | Маја Шибутани / Алекс Шибутани   | Ванеса Крон / Пол Поаријер         | [ 12 ] |
| 2012            | Колорадо Спрингс | Теса Вирту / Скот Моар           | Мерил Дејвис / Чарли Вајт        | Кетлин Вивер / Ендру Поже          | [ 13 ] |
| 2013            | Осака            | Мерил Дејвис / Чарли Вајт        | Теса Вирту / Скот Моар           | Мадисон Чок / Еван Бејтс           | [ 14 ] |
| 2014            | Тајпеј           | Мадисон Хубел / Захари Доноху    | Пајпер Жил / Пол Поаријер        | Александра Алдриџ / Данијел Итон   | [ 15 ] |
| 2015            | Сеул             | Кетлин Вивер / Ендру Поже        | Мадисон Чок / Еван Бејтс         | Маја Шибутани / Алекс Шибутани     | [ 16 ] |
| 2016            | Тајпеј           | Маја Шибутани / Алекс Шибутани   | Мадисон Чок / Еван Бејтс         | Кетлин Вивер / Ендру Поже          | [ 17 ] |
| 2017            | Кангунг          | Теса Вирту / Скот Моар           | Маја Шибутани / Алекс Шибутани   | Мадисон Чок / Еван Бејтс           | [ 18 ] |